# Søslaget i Ebeltoft Vig
Søslaget i Ebeltoft Vig var et slag under anden Karl Gustav-krig, der fandt sted 23. juli 1659 i Ebeltoft Vig.
I vigen lå en flåde på to danske og tre hollandske fartøjer, der havde til opgave at sikre en større overførsel af tropper til Fyn. Peter Jansen de Koningh stod i spidsen for de fem skibe. Om morgen 23. juli overraskedes de af en svensk flåde på ni skibe under ledelse af Owen Coxe. Der udspillede sig en langvarig kamp, under hvilken en hollandsk fregat blev sprængt i luften; svenskerne vandt slaget. Kamphandlingerne kostede den danske kaptajn de Koningh livet, da han blev ramt i benene og døde efter kort tid.
Et direkte resultat af slaget var, at et mindre antal soldater blev taget til fange af svenskerne, der også brændte de mindre troppeskibe og kaprede de resterende danske flådefartøjer.
I 1893 blev der fundet en firepundskanon fra 1625, der menes at være fra den sprængte hollandske fregat. I 1999 fandt man i Ebeltoft Fiskerihavn et vrag, som sandsynligvis stammede fra denne begivenhed.
Et dansk orlogsfartøj derfra er sandsynligvis fundet ved Kastellholmen i Sverige.